# Mangit
Die Mangit (auch Mangiten, Manghit, Mankit oder Mangud) waren ab dem 14. Jahrhundert ein ursprünglich mongolischer Clan und später ein muslimisches Herrscherhaus in Zentralasien, das von 1758/85 bis 1920 das Khanat Buchara regierte.

## Ursprünge und Nogaier
Die Mangit waren ursprünglich ein mongolischer Clan, der schon im 14. Jahrhundert vollständig turkisiert war und sich unter anderem zwischen Wolga und Emba angesiedelt hatte. Die Mangit waren in dieser Zeit eng mit der Nogaier-Horde verbunden. Der einflussreiche Edigü († 1419) wurde als „Herr über die Nogaier- oder Mangit-Horde“ bezeichnet.
Es ist nicht eindeutig geklärt, in welchem Verhältnis die Nogaier zu den Mangit standen und wie die wechselseitige Namensverwendung von „Nogaier“ und „Mangit“ in den verschiedenen russischen, krimtatarischen und osmanischen Quellen des 15. Jahrhunderts zustande kam. In persischen und türkischen Quellen wird die Nogaier Horde als „Ulus Mangit“ bezeichnet. Nicht gänzlich auszuschließen ist eine persönliche Verflechtung zwischen beiden Clans.

## Weg nach Buchara
Im Laufe des 15. und des 16. Jahrhunderts wanderten Gruppen der Nogaier und der Mangit unter Führung diverser Fürsten aus dem Geschlecht Edigüs durch die südrussischen Steppen. Sie hatten zunächst ein Zentrum am Ural und befanden sich zwischen dem Khanat von Astrachan und der „Kleinen Nogaier-Horde“.
Ein anderer Teil der Nogaier bzw. der Mangit wanderte mit den Usbeken um 1500 bis Qarshi und Buchara, wobei angenommen werden kann, dass ihnen im 16. bis 18. Jh. weitere Gruppen folgten. Als das Khanat Astrachan 1555 an den russischen Zaren fiel, floh ein Astrachaner Prinz ins Usbeken-Khanat und heiratete in die Herrscherfamilie ein.

## Ataliq in Buchara
Als die ebenfalls aus Astrachan stammende Dschaniden-Dynastie 1598–1785 in Buchara herrschte, hatten die Mangit dort großen Einfluss.
Die Familie hatte das Amt eines Ataliq, vergleichbar einem Regenten, seit 1714 inne. Muhammad Hakim Beg war das Haupt der Mangit, nach seinem Tod 1743 folgte ihm sein Sohn Muhammad Rahim. Beide handelten beim Angriff der Perser auf das Khanat 1740 die Bedingungen der Unterwerfung unter Nader Schah aus. Mindestens vier Jahre diente Rahim dem persischen Herrscher, nahm an dem persischen Feldzug in den Kaukasus teil und kommandierte 1746 eine Strafexpedition gegen Buchara.

## Herrschaft in Buchara
1747 ließ Muhammad Rahim Bi, nach der Ermordung Nader Schahs, den letzten wirklichen Herrscher der Dschaniden im Khanat Buchara, Abu'l Faiz, umbringen. Einige Jahre herrschte er, noch immer als Ataliq, mit verschiedenen machtlosen Khanen, bis er sich 1756 selbst zum Herrscher erklärte. Nach anderen Quellen bestieg er 1753 den Thron und führte anstelle „Khan“ den neuen Titel „Emir“ ein und regierte bis 1758. Er war der erste nicht-dschingisidische Herrscher in Buchara.
1758 bis 85 regierte Abu'l Ghazi, der jedoch ebenfalls vom Mangit-Clan abhängig war. Die Herrscher beriefen sich nun auf Islamische Prinzipien anstatt auf eine dschingisidische Abstammung.
Ma'sum Schah Murad († 1799), der Schwiegersohn Abu'l Ghazis, setzte die Dschaniden endgültig ab und vollzog den offiziellen Übergang zum Emirat Buchara.
Er stand den Derwischen nahe und wagte 1788 zum letzten Mal einen Angriff auf den Iran, wobei er Merw eroberte, die Murghab-Dämme zerstörte und die iranische Bevölkerung deportierte.
1866 bis 1868 war Muzaffar ad-Din, der Emir von Buchara, ein Angriffsziel für die Russen. Der Emir musste Samarkand an Russland abtreten und eine Kriegsentschädigung von umgerechnet 0,75 Millionen Euro zahlen. Zudem wurden nun sämtliche Außenbeziehungen des Emirats von Russland kontrolliert. Der Emir bekam den Rang eines Generaladjutanten des Zaren, aber das Emirat wurde aus politischen Gründen nicht aufgelöst.
Die Mangit-Dynastie regierte in Buchara noch bis 1920.

## Emire von Buchara
- 1747–1758 Muhammad Rahim, davon 53–56 als Emir
- 1758–1785 Daniyal Bey, nicht als Emir, aber als Ataliq
- 1785–1800 Mir Machzum Schah Murad, auch Schah Murad bin Daniyal Bey
- 1800–1826 Haidar Tora, auch Haydar Tora bin Schah Murad
- 1826 Hussain, auch Hussain bin Haydar Tora
- 1826 Omar, auch Umar bin Haydar Tora
- 1826–1860 Nasr Allah, auch Nasr-Allah bin Haydar Tora
- 1860–1885 Muzaffar ad-Din, auch Muzaffar al-Din bin Nasr-Allah
- 1885–1911 Abd al-Ahad Khan, auch Abdul-Ahad bin Muzaffar al-Din
- 1911–1920 Alim Khan